# Ајос Ефстратиос
Ајос Ефстратиос (грч.  [agios = свети]) је грчко острво које лежи у сјеверним Егејима, око 30 km јужно од Лимноса и 200 km сјевероисточно од Атине.
Координате:39° 31' Сгш, 25° 0' Игд
Ово острво је веома мирно, тихо и изоловано острво. Припада округу Лимнос.
Са својом дужином од 11 km и својом максималном ширином од 6 km обезбјеђује себи површину од преко 42 km², а највиша тачка на острву је m. 

Већина сталних становника (око 250) који живе на острву, насељени су највише у истоименом лучком мјесту, које је уједно и главно мјесто овога острва. Клавне привредне гране које су овдје заступљене су рибарство и пољопривреда.

На једном оваквом острву које је лоше умрежено у саобраћајну мрежу, туризам скоро не игра никакву улогу.
Клима је претежно сува, са мало кише током зимских месеци и дугим и топлим летима. На острву има доста стења са ниском вегетацијом. Острво је добило име по Светом Ефстратију који је живео испоснички на острву.

## Историја
Током 1930. године ово острво је било мјесто гдје су држани политички затвореници. 1986. земљотрес је уништио већину кућа, које су касније замијењене монтажним кућама, а због њиховог распореда читаво мјесто је добило изглед војног кампа. Упркос томе, околина главног мјеста је сачувала готово нетакнуту медитеранску природу, уз потпуно очуване плаже. Током 1970-их на острво су поново протеривани политички затвореници, а најпознатији затвореник на овом острву био је прослављени грчки композитор Микис Теодоракис.